# Adrian Grbić
Adrian Grbić (* 4. August 1996 in Wien) ist ein österreichisch-kroatischer Fußballspieler.

## Karriere

### Verein
Grbić spielte in der Jugend zunächst für den SC Wiener Viktoria und den SK Rapid Wien. 2012 wechselte er ins Ausland in das Nachwuchsleistungszentrum des VfB Stuttgart. Am 15. Juni 2013 erzielte Grbić im Finale der B-Jugendmeisterschaft 2012/13 das einzige Tor des Spiels. In der U-19-Bundesliga 2013/14 wurde er Torschützenkönig der Staffel Süd/Südwest.
Für die zweite Mannschaft des VfB Stuttgart gab Grbić am 15. August 2015 in der 3. Liga am 3. Spieltag der Saison 2015/16 beim 3:1-Auswärtssieg gegen die SG Sonnenhof Großaspach sein Profidebüt.
Im Sommer 2016 wechselte er zum österreichischen Zweitligisten Floridsdorfer AC. Gleichzeitig wurde er vom Bundesligisten SCR Altach verpflichtet, zu dem er im Sommer 2017 wechselte und einen bis Juni 2019 gültigen Vertrag erhielt. Zur Saison 2019/20 wechselte er nach Frankreich zum Zweitligisten Clermont Foot, bei dem er einen bis Juni 2022 laufenden Vertrag erhielt. Für Clermont kam er zu 26 Einsätzen in der Ligue 2, in denen er 17 Tore erzielte. Zur Saison 2020/21 wechselte er zum Erstliga-Aufsteiger FC Lorient, bei dem er einen bis Juni 2025 laufenden Vertrag erhielt. In eineinhalb Jahren kam er zu 49 Einsätzen in der Ligue 1 für Lorient, in denen er fünf Tore machte.
Im Jänner 2022 wechselte der Angreifer leihweise in die Niederlande zu Vitesse Arnheim. Während der Leihe kam er zu 14 Einsätzen in der Eredivisie, ohne dass er dabei aber ein Tor machte. Zur Saison 2022/23 kehrte er wieder nach Lorient zurück, wo er allerdings bis zur Winterpause nur zweimal zu Kurzeinsätzen kam. Ende Jänner 2023 wurde Grbić daraufhin ein zweites Mal verliehen, diesmal innerhalb Frankreichs an den Zweitligisten FC Valenciennes. Für Valenciennes spielte er 14 Mal in der Ligue 2 und erzielte neun Tore. Zur Saison 2023/24 kehrte er dann erneut nach Lorient zurück, spielte aber weiter keine Rolle. In der Hinrunde kam er nur einmal zu einem Kurzeinsatz.
Daraufhin folgte im Februar 2024 sein dritter leihweiser Abgang, diesmal ging er in die Schweiz zum FC Luzern. Für Luzern absolvierte er während der Leihe 14 Partien in der Super League, in denen er viermal traf. Zur Saison 2024/25 kehrte er zunächst nach Lorient zurück, ehe er im August 2024 fest von Luzern verpflichtet wurde.

### Nationalmannschaft
Grbić spielte im Mai 2011 erstmals für eine österreichische Jugendnationalauswahl. Zwischen März 2012 und Oktober 2013 absolvierte er 25 Spiele für die U-17-Auswahl, für die er zehn Tore erzielte. Im März 2014 spielte er gegen Slowenien erstmals für die U-18-Auswahl.
Im September 2014 debütierte er für die U-19-Mannschaft. Im März 2017 gab er in einem Testspiel gegen Australien sein Debüt für die U-21-Auswahl. In jenem Spiel erzielte er den Treffer zum 1:1-Endstand.
Im August 2020 wurde er erstmals in den Kader der A-Nationalmannschaft berufen. Im September 2020 gab er prompt sein Debüt, als er in der UEFA Nations League gegen Norwegen in der 79. Minute für Michael Gregoritsch eingewechselt wurde. Im Mai 2021 wurde er in den vorläufigen Kader Österreichs für die EM 2021 berufen. In den endgültigen Kader schaffte er es allerdings nicht.